# Waldemar Cierpinski
Waldemar Cierpinski (Neugattersleben, 3 de agosto de 1950) es un atleta alemán, ganador de dos medallas olímpicas de oro en la especialidad de maratón.

## Biografía
Nació el 3 de agosto de 1950 en Neugattersleben, población situada en el estado de Sajonia-Anhalt, que en aquellos momentos formaba parte de la República Democrática Alemana (RDA). Está casado con la también atleta Maritta Politz. Su hijo Falk Cierpinski es un ex-triatleta convertido a la maratón, que venció la Maratón de Múnich de 2007 y también compitió en esta prueba en el Campeonato Mundial de Atletismo de 2009, en Berlín.
Actualmente Waldemar Cierpinski regenta dos tiendas de artículos deportivos en Halle, ciudad en la que reside, y pertenece al Comité Olímpico Alemán.

## Carrera deportiva
Waldemar Cierpinski compitió por la antigua República Democrática Alemana. Empezó en pruebas de obstáculos pero en 1974 decidió participar en la maratón. No era muy conocido cuando participó en los Juegos Olímpicos de 1976, pero consiguió la medalla de oro al superar al americano Frank Shorter por 51 segundos. Fue cuarto en el Campeonato de Europa de 1978, pero en los Juegos de Moscú 1980 volvió a ganar la medalla de oro por delante del neerlandés Gerard Nijboer, repitiendo la gesta de ganar dos maratones olímpicos consecutivas del legendario Abebe Bikila. Cierpinski fue tercero en el Campeonato Mundial de Atletismo de 1983. No tuvo la opción de defender el título olímpico en Los Ángeles 1984 por el boicot de los países comunistas a los Juegos.
Waldemar Cierpinski fue elegido mejor deportista de la RDA en los años 1976 y 1980.